# Шомакер, Иосиф Андреевич
Иосиф Андреевич Шомакер (31 мая 1859, Рига — 17 июля 1931, Радебойль, Саксония) — статский советник, российский спортсмен, входил в олимпийскую сборную России, бронзовый призёр Олимпийских игр 1912 года в Стокгольме в парусном спорте в командной гонке (класс «10 метров»).
Наиболее возрастной призёр Олимпийских игр в истории российского и советского спорта. Вместе со своими товарищами по команде взошёл на олимпийский пьедестал в возрасте 53 лет.
По профессии — практикующий врач. Доктор медицины.
Состоял членом Санкт-Петербургского Императорского Речного яхт-клуба с 1893 года.
В 1897 году приобрёл яхту «Фрам» постройки Г. В. Эша.
В экипаж «Галлии II» кроме него входили: Эспер Белосельский, Эрнест Браше, Николай Пушницкий, Александр Родионов, Филип Штраух и Карл Линдхолм. Владелец яхты: Александр Вышнеградский.
После Первой мировой войны переехал в Германию. Умер 17 июля 1931 года в Кётшенброде, который сейчас входит в состав города Радебойль в округе Мейсен в федеральной земле Саксония.